# Lirone
Lirone (hay lira da gamba) là thành viên bass của họ nhạc cụ lira phổ biến vào cuối thế kỷ 16 và đầu thế kỷ 17. Nó thuộc họ nhạc cụ dây với từ 9 đến 16 dây và một cổ có phím. Khi chơi, nó được giữ giữa hai chân theo cách của đàn cello hoặc đàn viôlô (viola da gamba).
Nó được sử dụng trong các vở opera và oratorium của Ý. Và được phối hợp cùng với giọng hát, đặc biệt là trong các vai thần thánh. Vì lira da gambe không thể chơi được âm trầm, nên phải có một nhạc cụ bass phụ vào như: theorbo, harpsichord hoặc viola da gamba đề bù lại.
Các nguồn mô tả, rằng nhạc cụ được sử dụng cho âm thanh đặc biệt, mặc dù nó là một nhạc cụ không hoàn hảo.

## Sự miêu tả
Theo cuốn Từ điển Âm nhạc và Nhạc sĩ Grove mô tả rằng: "lirone về cơ bản là một phiên bản lớn hơn của lira da brucio, có cần đàn rộng, "ngựa" lớn thân và khóa dàn có các khóa nằm phía trước. "Ngựa" lớn của nó cho phép chơi các hợp âm từ ba đến năm nốt.

## Lịch sử
Lirone chủ yếu được sử dụng ở Ý  trong cuối thế kỷ 16 và đầu thế kỷ 17 (và đặc biệt là vào thời của Claudio Monteverdi) để cung cấp sự liên tục hoặc hòa âm cho phần đệm cho giọng. Nó thường được sử dụng trong các nhà thờ Công giáo, đặc biệt là bởi các tu sĩ Dòng Tên.

## Người biểu diễn
Mặc dù sự hồi sinh trong biểu diễn nhạc cụ Baroque trong thế kỷ 20, nhưng chỉ một số ít nhạc sĩ chơi lirone. Những nghệ sĩ biểu diễn đáng chú ý trên cây đàn này bao gồm Erin Headley của Anh, Imke David (Weimar), Claas Harders và Hille Perl của Đức, Annalisa Pappano của Hoa Kỳ, Laura Vaughan của Úc và Paulina van Laarhoven của Hà Lan.